# Mistrzostwa Europy w Strzelectwie 2019
Mistrzostwa Europy w Strzelectwie 2019 – zawody strzeleckie rozegrane w ramach mistrzostw Europy w dniach 12–27 września 2019 roku. Konkurencje z odległości 300 metrów zostały rozegrane w Tolmezzo, zaś pozostałe – w Bolonii.

## Medaliści
Seniorzy
| Konkurencja                                    | Data        | Złoto                                                               | Srebro                                                               | Brąz                                                                |
| Mężczyźni                                      |             |                                                                     |                                                                      |                                                                     |
| Karabin dowolny, pozycja leżąca, 50 m          | 16 września | Marcin Majka                                                        | Maximilian Dallinger                                                 | Tomasz Bartnik                                                      |
| Karabin dowolny, pozycja leżąca, 50 m (druż.)  | 16 września | Polska · Marcin Majka · Tomasz Bartnik · Daniel Romańczyk           | Włochy · Marco De Nicolo · Lorenzo Bacci · Marco Suppini             | Szwajcaria · Jan Lochbihler · Christoph Dürr · Lars Färber          |
| Pistolet dowolny, 50 m                         | 16 września | Samuił Donkow                                                       | Michaił Isakow                                                       | Wiktor Bankin                                                       |
| Pistolet dowolny, 50 m (druż.)                 | 16 września | Ukraina · Wiktor Bankin · Ołeh Omelczuk · Pawło Korostyłow          | Włochy · Giuseppe Giordano · Alessio Torracchi · Dario Di Martino    | Rosja · Michaił Isakow · Nikołaj Kilin · Anton Aristarchow          |
| Pistolet standardowy, 25 m                     | 17 września | Pawło Korostyłow                                                    | Yusuf Dikeç                                                          | Christian Reitz                                                     |
| Pistolet standardowy, 25 m (druż.)             | 17 września | Turcja · Yusuf Dikeç · Murat Kılıç · Yavuz Keskin                   | Ukraina · Pawło Korostyłow · Wołodymyr Pasternak · Maksym Horodynec  | Niemcy · Christian Reitz · Mathias Putzmann · Oliver Geis           |
| Karabin dowolny, trzy pozycje, 50 m            | 21 września | Petr Nymburský                                                      | Filip Nepejchal                                                      | Jon-Hermann Hegg                                                    |
| Karabin dowolny, trzy pozycje, 50 m (druż.)    | 20 września | Norwegia · Simon Claussen · Henrik Larsen · Jon-Hermann Hegg        | Czechy · Petr Nymburský · Filip Nepejchal · David Hrčkulák           | Węgry · István Péni · Péter Sidi · Zalán Pekler                     |
| Pistolet szybkostrzelny, 25 m                  | 21 września | Riccardo Mazzetti                                                   | Christian Reitz                                                      | Nikita Suchanow                                                     |
| Pistolet szybkostrzelny, 25 m (druż.)          | 20 września | Francja · Clément Bessaguet · Jean Quiquampoix · Boris Artaud       | Niemcy · Christian Reitz · Oliver Geis · Mathias Putzmann            | Ukraina · Pawło Korostyłow · Ołeksandr Petriw · Wołodymyr Pasternak |
| Pistolet centralnego zapłonu, 25 m             | 23 września | Ruslan Lunyov                                                       | Pawło Korostyłow                                                     | Christian Reitz                                                     |
| Pistolet centralnego zapłonu, 25 m (druż.)     | 23 września | Ukraina · Pawło Korostyłow · Wołodymyr Pasternak · Ołeksandr Petriw | Niemcy · Christian Reitz · Mathias Putzmann · Oliver Geis            | Francja · Clément Bessaguet · Boris Artaud · Alban Pierson          |
| Karabin dowolny, pozycja leżąca, 300 m         | 24 września | Simon Claussen                                                      | Remi Moreno                                                          | Jan Lochbihler                                                      |
| Karabin dowolny, pozycja leżąca, 300 m (druż.) | 23 września | Szwecja · Per Sandberg · Johan Gustafsson · Karl Olsson             | Węgry · Norbert Szabián · Péter Sidi · István Péni                   | Szwajcaria · Gilles Dufaux · Sandro Greuter · Jan Lochbihler        |
| Karabin standardowy, 300 m                     | 25 września | Bernhard Pickl                                                      | Karl Olsson                                                          | Simon Claussen                                                      |
| Karabin standardowy, 300 m (druż.)             | 24 września | Norwegia · Hans Wear · Kim Lund · Simon Claussen                    | Szwajcaria · Gilles Dufaux · Rafael Bereuter · Jan Lochbihler        | Francja · Michael d'Halluin · Alexis Raynaud · Émilien Chassat      |
| Karabin dowolny, trzy pozycje, 300 m           | 26 września | Simon Claussen                                                      | Bernhard Pickl                                                       | Péter Sidi                                                          |
| Karabin dowolny, trzy pozycje, 300 m (druż.)   | 25 września | Norwegia · Simon Claussen · Hans Wear · Kim Lund                    | Francja · Michael d'Halluin · Alexis Raynaud · Émilien Chassat       | Szwajcaria · Gilles Dufaux · Sandro Greuter · Jan Lochbihler        |
| Kobiety                                        |             |                                                                     |                                                                      |                                                                     |
| Karabin dowolny, pozycja leżąca, 50 m          | 16 września | Julija Zykowa                                                       | Eva Rösken                                                           | Gitta Bajos                                                         |
| Karabin dowolny, pozycja leżąca, 50 m (druż.)  | 16 września | Rosja · Julija Zykowa · Maria Iwanowa · Polina Choroszewa           | Norwegia · Katrine Lund · Jenny Stene · Jeanette Duestad             | Niemcy · Eva Rösken · Jolyn Beer · Denise Palberg                   |
| Karabin dowolny, trzy pozycje, 50 m            | 21 września | Nina Christen                                                       | Marija Martynowa                                                     | Jenny Stene                                                         |
| Karabin dowolny, trzy pozycje, 50 m (druż.)    | 21 września | Norwegia · Jenny Stene · Jeanette Duestad · Katrine Lund            | Rosja · Polina Choroszewa · Maria Iwanowa · Julija Zykowa            | Niemcy · Jolyn Beer · Eva Rösken · Denise Palberg                   |
| Pistolet sportowy, 25 m                        | 21 września | Monika Karsch                                                       | Veronika Major                                                       | Mathilde Lamolle                                                    |
| Pistolet sportowy, 25 m (druż.)                | 20 września | Niemcy · Doreen Vennekamp · Monika Karsch · Michelle Skeries        | Francja · Céline Goberville · Mathilde Lamolle · Sandrine Goberville | Węgry · Veronika Major · Zsófia Csonka · Viktória Egri              |
| Karabin dowolny, pozycja leżąca, 300 m         | 24 września | Seonaid McIntosh                                                    | Eva Rösken                                                           | Linda Olofsson                                                      |
| Karabin dowolny, pozycja leżąca, 300 m (druż.) | 23 września | Szwajcaria · Silvia Guignard · Andrea Brühlmann · Marina Schnider   | Niemcy · Jolyn Beer · Eva Rösken · Lisa Müller                       | Szwecja · Anna Normann · Elin Ahlin · Linda Olofsson                |
| Karabin dowolny, trzy pozycje, 300 m           | 26 września | Jolyn Beer                                                          | Andrea Brühlmann                                                     | Silvia Guignard                                                     |
| Karabin dowolny, trzy pozycje, 300 m (druż.)   | 26 września | Niemcy · Jolyn Beer · Lisa Müller · Eva Rösken                      | Szwajcaria · Andrea Brühlmann · Silvia Guignard · Marina Schnider    | Szwecja · Elin Ahlin · Anna Normann · Linda Olofsson                |
| Konkurencje mieszane                           |             |                                                                     |                                                                      |                                                                     |
| Pistolet dowolny, 50 m (mikst)                 | 16 września | Rosja · Margarita Łomowa · Michaił Isakow                           | Ukraina · Oksana Kowalczuk · Pawło Korostyłow                        | Ukraina · Ołena Kostewycz · Ołeh Omelczuk                           |
| Karabin dowolny, pozycja leżąca, 50 m (mikst)  | 17 września | Norwegia · Jeanette Duestad · Simon Claussen                        | Rosja · Polina Choroszewa · Kiriłł Grigorian                         | Wielka Brytania · Seonaid McIntosh · Kenneth Parr                   |
| Pistolet standardowy, 25 m (mikst)             | 22 września | Niemcy · Monika Karsch · Christian Reitz                            | Ukraina · Ołena Kostewycz · Pawło Korostyłow                         | Szwecja · Josefine Thörnqvist · Per-Anders Lander                   |
| Karabin dowolny, 300 m (mikst)                 | 23 września | Szwajcaria · Jan Lochbihler · Silvia Guignard                       | Szwecja · Lennart Ahlin · Karl Olsson                                | Norwegia · Simon Claussen · Jenny Vatne                             |

Juniorzy
| Konkurencja                                   | Data        | Złoto                                                                | Srebro                                                           | Brąz                                                                 |
| Mężczyźni                                     |             |                                                                      |                                                                  |                                                                      |
| Karabin dowolny, pozycja leżąca, 50 m         | 14 września | Grigorij Szamakow                                                    | Lucas Kryzs                                                      | Soma Hammerl                                                         |
| Karabin dowolny, pozycja leżąca, 50 m (druż.) | 14 września | Rosja · Grigorij Szamakow · Aleksander Wasiljew · Sawielij Triapicyn | Francja · Lucas Kryzs · Nicolas Mompach · Dimitri Dutendas       | Austria · Stefan Wadlegger · Andreas Thum · Tobias Mair              |
| Karabin dowolny, trzy pozycje, 50 m           | 15 września | Max Braun                                                            | Grigorij Szamakow                                                | Maciej Kowalewicz                                                    |
| Karabin dowolny, trzy pozycje, 50 m (druż.)   | 15 września | Rosja · Grigorij Szamakow · Sawielij Triapicyn · Aleksander Wasiljew | Węgry · Soma Hammerl · Márton Klenczner · Viktor Kiss            | Norwegia · Vegard Nordhagen · Aleksander Teisrud · Lars Bernhoft-Osa |
| Pistolet szybkostrzelny, 25 m                 | 15 września | Jegor Ismakow                                                        | Antonín Tupý                                                     | Dmitrij Maliukow                                                     |
| Pistolet szybkostrzelny, 25 m (druż.)         | 14 września | Niemcy · Florian Peter · Stefan Holl · Christoph Lutz                | Rosja · Jegor Ismakow · Dmitrij Maliukow · Daniił Szichow        | Ukraina · Jurij Kolesnyk · Roman Pleskun · Nazarij Kozij             |
| Pistolet sportowy, 25 m                       | 16 września | Ernests Erbs                                                         | Florian Peter                                                    | Jurij Kolesnyk                                                       |
| Pistolet sportowy, 25 m (druż.)               | 16 września | Włochy · Massimo Spinella · Andrea Morassut · Federico Maldini       | Niemcy · Florian Peter · Stefan Holl · Christoph Lutz            | Łotwa · Ernests Erbs · Rihards Zorge · Daniels Vilcins               |
| Pistolet standardowy, 25 m                    | 17 września | Laurent Cussigh                                                      | Matěj Rampula                                                    | Florian Peter                                                        |
| Pistolet standardowy, 25 m (druż.)            | 17 września | Czechy · Matěj Rampula · Antonín Tupý · Jan Vildomec                 | Włochy · Massimo Spinella · Federico Maldini · Andrea Morassut   | Rosja · Jegor Ismakow · Daniił Szichow · Dmitrij Maliukow            |
| Pistolet dowolny, 50 m                        | 19 września | Andriej Czilikow                                                     | assimo Spinella                                                  | Kirił Kirow                                                          |
| Kobiety                                       |             |                                                                      |                                                                  |                                                                      |
| Karabin dowolny, pozycja leżąca, 50 m         | 14 września | Valentina Caluori                                                    | Sofia Ceccarello                                                 | Melissa Ruschel                                                      |
| Karabin dowolny, pozycja leżąca, 50 m (druż.) | 14 września | Szwajcaria · Valentina Caluori · Sarina Hitz · Franziska Stark       | Włochy · Sofia Ceccarello · Nicole Gabrielli · Sofia Benetti     | Austria · Rebecca Köck · Sheileen Waibel · Lisa Hafner               |
| Karabin dowolny, trzy pozycje, 50 m           | 15 września | Anna Janssen                                                         | Sofia Ceccarello                                                 | Melissa Ruschel                                                      |
| Karabin dowolny, trzy pozycje, 50 m (druż.)   | 15 września | Niemcy · Johanna Tripp · Anna Janssen · Melissa Ruschel              | Czechy · Sára Karasová · Kateřina Štefánková · Karolína Brabcová | Węgry · Eszter Dénes · Lalita Gáspár · Dorina Lovász                 |
| Pistolet sportowy, 25 m                       | 15 września | Camille Jedrzejewski                                                 | Annabelle Pioch                                                  | Margherita Veccaro                                                   |
| Pistolet sportowy, 25 m (druż.)               | 14 września | Francja · Camille Jedrzejewski · Annabelle Pioch · Kateline Nicolas  | Włochy · Margherita Veccaro · Brunella Aria · Chiara Giancamilli | Rosja · Nadieżda Kołoda · Olga Szczemielinina · Albina Biewz         |
| Konkurencje mieszane                          |             |                                                                      |                                                                  |                                                                      |
| Karabin dowolny, pozycja leżąca, 50 m (mikst) | 16 września | Węgry · Eszter Dénes · Soma Hammerl                                  | Czechy · Sára Karasová · Jiří Přívratský                         | Szwajcaria · Valentina Caluori · Lukas Roth                          |
| Pistolet standardowy, 25 m (mikst)            | 17 września | Niemcy · Vanessa Seeger · Florian Peter                              | Włochy · Margherita Veccaro · Federico Maldini                   | Ukraina · Marija-Sołomija Wozniak · Jurij Kolesnyk                   |
| Pistolet dowolny, 50 m (mikst)                | 18 września | Rosja · Nadieżda Kołoda · Andriej Czilikow                           | Rosja · Albina Biewz · Jegor Wyskriebcow                         | Ukraina · Nadija Szmanowa · Ihor Sołowej                             |

## Klasyfikacja medalowa
| Poz.  | Reprezentacja   | złoto | srebro | brąz | Razem |
| ----- | --------------- | ----- | ------ | ---- | ----- |
| 1.    | Niemcy          | 10    | 9      | 8    | 27    |
| 2.    | Rosja           | 9     | 6      | 5    | 20    |
| 3.    | Norwegia        | 7     | 1      | 5    | 13    |
| 4.    | Szwajcaria      | 5     | 3      | 6    | 14    |
| 5.    | Francja         | 4     | 6      | 3    | 13    |
| 6.    | Ukraina         | 3     | 4      | 7    | 14    |
| 7.    | Włochy          | 2     | 9      | 1    | 12    |
| 8.    | Czechy          | 2     | 6      | 0    | 8     |
| 9.    | Polska          | 2     | 0      | 2    | 4     |
| 10.   | Węgry           | 1     | 3      | 6    | 10    |
| 11.   | Szwecja         | 1     | 2      | 4    | 7     |
| 12.   | Austria         | 1     | 1      | 2    | 4     |
| 13.   | Turcja          | 1     | 1      | 0    | 2     |
| 14.   | Bułgaria        | 1     | 0      | 1    | 2     |
| 14.   | Łotwa           | 1     | 0      | 1    | 2     |
| 14.   | Wielka Brytania | 1     | 0      | 1    | 2     |
| 17.   | Azerbejdżan     | 1     | 0      | 0    | 1     |
| 18.   | Białoruś        | 0     | 1      | 0    | 1     |
| Razem | Razem           | 52    | 52     | 52   | 156   |

## Reprezentacja Polski
Seniorzy
| Zawodnik           | Konkurencja                            | Kwalifikacje | Kwalifikacje | Finał | Finał   | Drużynowo | Drużynowo |
| Zawodnik           | Konkurencja                            | Wynik        | Pozycja      | Wynik | Pozycja | Wynik     | Pozycja   |
| ------------------ | -------------------------------------- | ------------ | ------------ | ----- | ------- | --------- | --------- |
| Oskar Miliwek      | Pistolet centralnego zapłonu, 25 m     | —            | —            | 574   | 16.     | 1712      | 7.        |
| Patryk Sakowski    | Pistolet centralnego zapłonu, 25 m     | —            | —            | 573   | 18.     | 1712      | 7.        |
| Piotr Daniluk      | Pistolet centralnego zapłonu, 25 m     | —            | —            | 565   | 32.     | 1712      | 7.        |
| Oskar Miliwek      | Pistolet szybkostrzelny, 25 m          | 578          | 10.          | NQ    | NQ      | 1718      | 6.        |
| Damian Klimek      | Pistolet szybkostrzelny, 25 m          | 570          | 21.          | NQ    | NQ      | 1718      | 6.        |
| Patryk Sakowski    | Pistolet szybkostrzelny, 25 m          | 570          | 22.          | NQ    | NQ      | 1718      | 6.        |
| Piotr Daniluk      | Pistolet standardowy, 25 m             | —            | —            | 558   | 24.     | 1657      | 9.        |
| Oskar Miliwek      | Pistolet standardowy, 25 m             | —            | —            | 555   | 30.     | 1657      | 9.        |
| Patryk Sakowski    | Pistolet standardowy, 25 m             | —            | —            | 544   | 43.     | 1657      | 9.        |
| Tomasz Bartnik     | Karabin dowolny, trzy pozycje, 300 m   | 1180         | 8. Q         |       |         | 3476      | 7.        |
| Robert Kraskowski  | Karabin dowolny, trzy pozycje, 300 m   | 1157         | 22.          | NQ    | NQ      | 3476      | 7.        |
| Rafał Łukaszyk     | Karabin dowolny, trzy pozycje, 300 m   | 1139         | 27.          | NQ    | NQ      | 3476      | 7.        |
| Tomasz Bartnik     | Karabin dowolny, pozycja leżąca, 300 m | 597          | 19.          | NQ    | NQ      | 1784      | 9.        |
| Daniel Romańczyk   | Karabin dowolny, pozycja leżąca, 300 m | 596          | 21.          | NQ    | NQ      | 1784      | 9.        |
| Andrzej Burda      | Karabin dowolny, pozycja leżąca, 300 m | 591          | 38.          | NQ    | NQ      | 1784      | 9.        |
| Tomasz Bartnik     | Karabin standardowy, 300 m             | 590          | 1. Q         | 585   | 7.      | 1730      | 5.        |
| Bartosz Skorupa    | Karabin standardowy, 300 m             | 571          | 20.          | NQ    | NQ      | 1730      | 5.        |
| Robert Kraskowski  | Karabin standardowy, 300 m             | 569          | 23.          | NQ    | NQ      | 1730      | 5.        |
| Tomasz Bartnik     | Karabin dowolny, trzy pozycje, 50 m    | 1173         | 13.          | NQ    | NQ      | 3478      | 18.       |
| Marcin Majka       | Karabin dowolny, trzy pozycje, 50 m    | 1159         | 53.          | NQ    | NQ      | 3478      | 18.       |
| Maciej Wojtasiak   | Karabin dowolny, trzy pozycje, 50 m    | 1146         | 64.          | NQ    | NQ      | 3478      | 18.       |
| Marcin Majka       | Karabin dowolny, pozycja leżąca, 50 m  | —            | —            | 629,3 | złoto   | 1878,3    | złoto     |
| Tomasz Bartnik     | Karabin dowolny, pozycja leżąca, 50 m  | —            | —            | 625,5 | brąz    | 1878,3    | złoto     |
| Daniel Romańczyk   | Karabin dowolny, pozycja leżąca, 50 m  | —            | —            | 623,5 | 10.     | 1878,3    | złoto     |
| Joanna Tomala      | Pistolet sportowy, 25 m                | 578          | 20.          | NQ    | NQ      | 1717      | 5.        |
| Agata Nowak        | Pistolet sportowy, 25 m                | 575          | 24.          | NQ    | NQ      | 1717      | 5.        |
| Natalia Król       | Pistolet sportowy, 25 m                | 564          | 44.          | NQ    | NQ      | 1717      | 5.        |
| Sylwia Bogacka     | Karabin dowolny, trzy pozycje, 300 m   | —            | —            |       |         |           |           |
| Paula Wrońska      | Karabin dowolny, trzy pozycje, 300 m   | —            | —            |       |         |           |           |
| Karolina Kowalczyk | Karabin dowolny, trzy pozycje, 300 m   | —            | —            |       |         |           |           |
| Karolina Kowalczyk | Karabin dowolny, pozycja leżąca, 300 m | 593          | 11. Q        | 590   | 13.     | 1763      | 5.        |
| Sylwia Bogacka     | Karabin dowolny, pozycja leżąca, 300 m | 585          | 18. Q        | 581   | 18.     | 1763      | 5.        |
| Paula Wrońska      | Karabin dowolny, pozycja leżąca, 300 m | 585          | 18.          | NQ    | NQ      | 1763      | 5.        |
| Aneta Stankiewicz  | Karabin dowolny, trzy pozycje, 50 m    | 1167         | 28.          | NQ    | NQ      | 3492      | 10.       |
| Natalia Kochańska  | Karabin dowolny, trzy pozycje, 50 m    | 1164         | 33.          | NQ    | NQ      | 3492      | 10.       |
| Agnieszka Nagay    | Karabin dowolny, trzy pozycje, 50 m    | 1161         | 45.          | NQ    | NQ      | 3492      | 10.       |
| Natalia Kochańska  | Karabin dowolny, pozycja leżąca, 50 m  | —            | —            | 620,8 | 20.     | 1861,1    | 6.        |
| Aneta Stankiewicz  | Karabin dowolny, pozycja leżąca, 50 m  | —            | —            | 620,7 | 21.     | 1861,1    | 6.        |
| Agnieszka Nagay    | Karabin dowolny, pozycja leżąca, 50 m  | —            | —            | 619,6 | 31.     | 1861,1    | 6.        |

| Zawodnik                           | Konkurencja                           | Kwalifikacje | Kwalifikacje | Półfinał | Półfinał | Finał | Finał   |
| Zawodnik                           | Konkurencja                           | Wynik        | Pozycja      | Wynik    | Pozycja  | Wynik | Pozycja |
| ---------------------------------- | ------------------------------------- | ------------ | ------------ | -------- | -------- | ----- | ------- |
| Agata Nowak Oskar Miliwek          | Pistolet standardowy, 25 m            | 552          | 9.           | NQ       | NQ       | NQ    | NQ      |
| Joanna Tomala Piotr Daniluk        | Pistolet standardowy, 25 m            | 543          | 15.          | NQ       | NQ       | NQ    | NQ      |
| Sylwia Bogacka Robert Kraskowski   | Karabin dowolny, 300 m                | 377          | 6. Q         | 190      | 3. Q     | 150   | 4.      |
| Tomasz Bartnik Karolina Kowalczyk  | Karabin dowolny, 300 m                | 377          | 7.           | NQ       | NQ       | NQ    | NQ      |
| Agnieszka Nagay Tomasz Bartniki    | Karabin dowolny, pozycja leżąca, 50 m | 415,2        | 9.           | NQ       | NQ       | NQ    | NQ      |
| Aneta Stankiewicz Daniel Romańczyk | Karabin dowolny, pozycja leżąca, 50 m | 414,9        | 12.          | NQ       | NQ       | NQ    | NQ      |

Juniorzy
| Zawodnik          | Konkurencja                           | Kwalifikacje | Kwalifikacje | Finał | Finał   | Drużynowo         | Drużynowo         |
| Zawodnik          | Konkurencja                           | Wynik        | Pozycja      | Wynik | Pozycja | Wynik             | Pozycja           |
| ----------------- | ------------------------------------- | ------------ | ------------ | ----- | ------- | ----------------- | ----------------- |
| Kacper Jurasz     | Pistolet szybkostrzelny, 25 m         | 561          | 10.          | NQ    | NQ      | 1667              | 5.                |
| Tomasz Piwowarski | Pistolet szybkostrzelny, 25 m         | 559          | 12.          | NQ    | NQ      | 1667              | 5.                |
| Filip Wagner      | Pistolet szybkostrzelny, 25 m         | 547          | 22.          | NQ    | NQ      | 1667              | 5.                |
| Filip Wagner      | Pistolet sportowy, 25 m               | —            | —            | 569   | 17.     | 1700              | 6.                |
| Tomasz Piwowarski | Pistolet sportowy, 25 m               | —            | —            | 566   | 23.     | 1700              | 6.                |
| Kacper Jurasz     | Pistolet sportowy, 25 m               | —            | —            | 565   | 25.     | 1700              | 6.                |
| Maciej Kowalewicz | Karabin dowolny, trzy pozycje, 50 m   | 1171         | 3. Q         | 442,7 | brąz    | Niesklasyfikowani | Niesklasyfikowani |
| Kacper Sadowski   | Karabin dowolny, trzy pozycje, 50 m   | 1156         | 15.          | NQ    | NQ      | Niesklasyfikowani | Niesklasyfikowani |
| Maciej Kowalewicz | Karabin dowolny, pozycja leżąca, 50 m | —            | —            | 616,1 | 17.     | Niesklasyfikowani | Niesklasyfikowani |
| Kacper Sadowski   | Karabin dowolny, pozycja leżąca, 50 m | —            | —            | 615,4 | 19.     | Niesklasyfikowani | Niesklasyfikowani |
| Maja Jarosińska   | Pistolet sportowy, 25 m               | 573          | 5. Q         | 6     | 8.      | Niesklasyfikowane | Niesklasyfikowane |
| Dominika Borsuk   | Pistolet sportowy, 25 m               | 565          | 14.          | NQ    | NQ      | Niesklasyfikowane | Niesklasyfikowane |
| Aleksandra Szutko | Karabin dowolny, trzy pozycje, 50 m   | 1153         | 14.          | NQ    | NQ      | 3447              | 5.                |
| Julia Piotrowska  | Karabin dowolny, trzy pozycje, 50 m   | 1152         | 15.          | NQ    | NQ      | 3447              | 5.                |
| Weronika Bykowska | Karabin dowolny, trzy pozycje, 50 m   | 1142         | 29.          | NQ    | NQ      | 3447              | 5.                |
| Julia Piotrowska  | Karabin dowolny, pozycja leżąca, 50 m | —            | —            | 617,6 | 5.      | 1837,8            | 7.                |
| Aleksandra Szutko | Karabin dowolny, pozycja leżąca, 50 m | —            | —            | 612,8 | 19.     | 1837,8            | 7.                |
| Weronika Bykowska | Karabin dowolny, pozycja leżąca, 50 m | —            | —            | 607,4 | 32.     | 1837,8            | 7.                |

| Zawodnik                           | Konkurencja                           | Kwalifikacje | Kwalifikacje | Półfinał | Półfinał | Finał | Finał   |
| Zawodnik                           | Konkurencja                           | Wynik        | Pozycja      | Wynik    | Pozycja  | Wynik | Pozycja |
| ---------------------------------- | ------------------------------------- | ------------ | ------------ | -------- | -------- | ----- | ------- |
| Julia Piotrowska Maciej Kowalewicz | Karabin dowolny, pozycja leżąca, 50 m | 410,9        | 9.           | NQ       | NQ       | NQ    | NQ      |
| Weronika Bykowska Kacper Sadowski  | Karabin dowolny, pozycja leżąca, 50 m | 409,6        | 12.          | NQ       | NQ       | NQ    | NQ      |